# 邱垂貞
邱垂貞（1951年10月13日—），中華民國政治人物，桃園市人，福佬客台灣民歌推手，民主進步黨籍，第二至五屆立法委員，妻子為前桃園市政府文化局局長莊秀美。近年邱垂貞整理自己為台灣打拼的檔案文獻與歷年所創作的政治歌謠，2023年6月29日最高法院針對1998年中藥商涉行賄立委案判決定讞，邱垂貞收賄罪判處有期徒刑3年10月、褫奪公權3年、沒收犯罪所得500萬元。

## 經歷
1970年代末期，黨外政治崛起，邱垂貞加入反對運動的浪潮。1979年，邱垂貞加入《美麗島雜誌》，擔任美麗島雜誌的「文宣幹事」，並將「台灣歌曲方言」引進政治運動、反對運動。1979年12月10日，邱垂貞在美麗島事件現場唱了一首當時的禁歌〈望春風〉，坐了四年半的政治黑牢。邱垂貞出獄後南北奔波，替當時的黨外人士，如江鵬堅、黃天福、許國泰等人助選、助唱。每逢選舉或黨外的大型活動，都可以看到邱垂貞獨自背著吉他，唱著台灣的歌。1970年代後期至1980年代，邱垂貞的歌聲，讓一些反抗國民黨政府的台灣人之內心深處，以及在海外，被列入黑名單而有家歸不得的人，都深感共鳴。
1992年立法院全面改選，邱垂貞當選。鄭文燦曾擔任其助理。
2004年立法委員選舉，邱垂貞競選連任失利。
2012年8月22日傍晚，邱垂貞長女邱心瑩在桃園縣大園鄉（今桃園市大園區）家中上吊自殺，急救後仍宣告不治。2014年12月，邱垂貞之妻莊秀美擔任桃園市政府文化局局長。
2016年4月13日，邱垂貞駕車行經國道二號大園東向路段，內政部警政署國道公路警察局第一大隊泰山分隊警員劉駿鋒因執行取締酒駕勤務攔查，邱垂貞以三字經飆罵劉駿鋒，劉駿鋒控告邱垂貞涉嫌《中華民國刑法》「公然侮辱罪」。2017年2月6日，臺灣桃園地方法院檢察署依《中華民國刑法》「侮辱公務員罪」將邱垂貞提起公訴，請求臺灣桃園地方法院量處適當之刑；邱垂貞表示，他情緒失控而對劉駿鋒出言不慎，他尊重法院判決。
2017年9月26日，中華民國中藥商業同業公會全國聯合會行賄立委以便修法通過中藥商有調劑權案，台灣高等法院更三審判決，依《貪汙治罪條例》判處邱垂貞有期徒刑3年10月、褫奪公權3年、沒收犯罪所得新台幣500萬元。中華民國最高法院認為，更四審未調查對邱垂貞有利證據，也沒有區分供述及非供述證據，而這關乎是否適用傳聞證據；再者，中藥商公會認為是政治獻金，但原判決未論述新台幣500萬元是否為政治獻金或是有對價關係的賄款，另中間人表示是「寄付」，原判決也未說明僅是單純請託或是貪汙的前金後謝，因此撤銷原判決，發回更審。2023年6月29日最高法院駁回上訴定讞，邱垂貞收賄罪判處有期徒刑3年10月、褫奪公權3年、沒收犯罪所得500萬元，並通知檢方啟動防逃機制。